# The Wise Guy
Pour plus de détails, voir Fiche technique et Distribution.
The Wise Guy est un film américain réalisé par Frank Lloyd, sorti en 1926.

## Fiche technique
- Titre : The Wise Guy
- Réalisation : Frank Lloyd
- Scénario : Jules Furthman, Adela Rogers St. Johns, Ada McQuillan et George Marion Jr.
- Photographie : Norbert Brodine
- Production : Frank Lloyd
- Pays de production : États-Unis
- Format : Noir et blanc - 1,33:1 - Film muet
- Durée : 69 minutes
- Date de sortie : 1926

## Distribution
- James Kirkwood : Guy Watson
- Mary Astor : Mary
- Betty Compson : Hula Kate
- George F. Marion : Horace Palmer
- Mary Carr : Ma Palmer
- George Cooper : The Bozo